# Abdelouahed Belkeziz
Abdelouahed Belkeziz (en árabe: عبد الواحد بلقزيز‎; Marrakech, 5 de julio de 1939 - Rabat, 19 de octubre de 2021) fue un abogado, político y diplomático marroquí.
Realizó sus estudios primarios en el Colegio Sidi Mohammed College, en Marrakech. Después, continuó sus estudios en el Liceo Moulay Youssef, en Rabat, luego estudió derecho en la facultad de Derecho de la Universidad Mohamed V, en Rabat. Finalmente, obtuvo su doctorado en derecho en la Universidad de Rennes en Rennes, Francia.
Belkeziz desempeñó varios puestos en instituciones educativas y legales, así como también en comisiones gubernamentales, entre 1963 y 1977. De 1977 a 1979 se desempeñó como Embajador en Bagdad, Irak.
Entre 2001 y 2004, Belkeziz se desempeñó como el octavo Secretario General de la Organización para la Cooperación Islámica (OCI).